# Cybaeus cascadius
Cybaeus cascadius är en spindelart som beskrevs av Roth 1952. Cybaeus cascadius ingår i släktet Cybaeus och familjen vattenspindlar. Inga underarter finns listade i Catalogue of Life.